# ステファン・ヴクチェヴィッチ
ステファン・ヴクチェヴィッチ（Stefan Vukčević (モンテネグロ語: Стефан Вукчевић、1997年4月11日 - ）は、モンテネグロ・ポドゴリツァ出身のプロサッカー選手。キプロス・ファーストディビジョン・エノシス・ネオン・パラリムニFC所属。ポジションは、ミッドフィールダー。

## クラブ歴
2020年8月14日、ガバラFKと1+1年契約を結んだ。
2020年9月13日、アゼルバイジャン・プレミアリーグのサバフ戦でデビューを果たした。